# Ujezd
Az ujezd (cirill betűkkel: уезд) a közigazgatási területi felosztás egyik egysége volt az Orosz Birodalomban és az azt felváltó szovjet hatalom nagyjából első évtizedében. 
Az orosz államisággal együtt alakult ki és változott. 
A szó a ездить (jezgyity) igével közös tőből származik. A ездить jelentése: 'utazni' (járművön, illetve lóháton). 

## Vázlatos áttekintés

### I. Péter cár előtt
A kezdeti évszázadokban az ujezd egy területrész „körbeutazását” jelentette, mellyel a terület törvényes határát jelölték ki. Később közigazgatási egység neve lett. Az ujezd területe egy városból és az adott városhoz kötődő kisebb részekből, volosztyokból állt. Általában a fejedelem helytartója (namesztnyik vagy más néven ) irányítása alá tartozott, a 17. század elején az élén vajda (vojevoda) állt. Az ujezd helyett korábban területenként eltérő elnevezéseket használtak, pl. knyazseszkaja zemlja ('fejedelmi föld'), ugyel, prikaz stb. A 17. században egy kutató szerint 166 ujezd létezett.

### 18–19. század
I. Péter cár 1708 végén kiadott rendeletével nyolc óriási területű kormányzóságot hozott létre, de azokat nem osztotta fel ujezdekre. Második igazgatási reform-rendeletével (1719) az egyes kormányzóságokat – kettő kivételével – provinciákra (tartományokra), a provinciákat pedig disztriktekre (kerületekre) osztotta. I. Péter halála után, 1727-ben a disztrikteket megszüntették, a kormányzóságokat pedig nem csak provinciákra, hanem kisebb egységekre: ujezdekre is felosztották. Az 1727-es reform végén 14 kormányzóság és mintegy 250 ujezd volt. 
II. Katalin cárnő igazgatási reformja (1775) megszüntette a provinciákat. Egy tíz évig elhúzódó folyamat végére 40 kormányzóságot (vagy namesztnyicsesztvót) állítottak fel és azokban összesen 483 ujezdet alakítottak ki. Egy-egy ujezd lélekszáma átlagosan 20 000–30 000 fő volt. (Később a namesztnyicsesztvo elnevezést mindenütt kormányzóságra változtatták.)
1861-ben, az ún. „jobbágyfelszabadítás” alkalmával az ujezdeket további kisebb egységekre, volosztyokra osztották. Ezeknek elsősorban a reformintézkedések végrehajtása során volt fontos szerepük.

### 20. század eleje
Az 1917-es forradalom és a polgárháború után, 1923–1929 között elkezdődött a közigazgatás gyökeres és ellentmondásokkal terhes átszervezése. Az átmeneti időszakban a felső szintű kormányzóságokat különféle más formációkkal váltották fel; a középső és az alsó szintű ujezdeket és volosztyokat pedig fokozatosan új közigazgatási egység: a rajon váltotta fel (ezt ma többnyire járásnak fordítjuk). 1930 végére az ujezdek teljesen megszűntek.